# Eurytoma appendigaster
Eurytoma appendigaster är en stekelart som först beskrevs av Nils Samuel Swederus 1795.  Eurytoma appendigaster ingår i släktet Eurytoma och familjen kragglanssteklar. Arten är reproducerande i Sverige. Inga underarter finns listade i Catalogue of Life.